# The Skadows
The Skadows, auch The Ska-Dows, sind eine britische Skaband seit der 2-tone-Zeit.

## Geschichte
Gegründet wurde die Band 1978 von Angestellten der BBC, die eine Vorliebe sowohl für die Musik der Shadows als auch für Ska hatten. Der bekannteste Song von The Skadows ist dementsprechend ihre Version des 1960er-Hits Apache, die sie 1979 auf Chas Chandlers Cheapskate-Label als Single veröffentlichten. Sie war eine Record of the Week (Platte der Woche) von BBC-DJ Mike Read und war auf Platz 1 der Airplay-Charts von BBC Radio 1.
Die Skadows selbst sahen sich nicht als der 2-tone-Szene angehörig, sondern orientierten sich eher am Original-Ska und Bluebeat der 1960er Jahre. Dennoch hatten sie 1981 mit einer Single bei Skafans und einem weiteren Publikum Erfolg, die den damaligen Trend der Stars on 45-Welle parodierte, Skas on 45. Auf dieser Single spielten sie nach dem Vorbild von Jaap Eggermonts Projekt diverse Hits nach. In dem Drei-Mínuten-Medley zusammengefasst waren unter anderem Madness’ Baggy Trousers, The Beats Ranking Full Stop, Bad Manners’ Can Can, Queens Bohemian Rhapsody und eben auch Apache.
Insgesamt veröffentlichten die Skadows fünf Singles und das Album Ska'd for Life, das 1989 und 2000 wiederveröffentlicht wurde. Aus diesem Anlass rief Gründer Tony Sybthorpe eine Neuauflage der Band ins Leben, deren Auftritt im London Astoria als Album und Video veröffentlicht wurde. 2005 nahm Sybthorpe mit wiederum neuen Musikern neue Songs auf, die er aber nur über das Internet vertrieb.
Ende November 2020 wurde ein neues Comeback angekündigt, das mit einer Aufführung in Utrecht stattfinden sollte. Nachdem es einige Male verschoben werden musste, fand es im April 2022 statt. Zu diesem Anlass wurde eine neue Besetzung gebildet, bei der Dummet und Sybthorpe von niederländischen Musikern begleitet wurden. Mit dieser Formation trat The Skadows im selben Jahr auf dem deutschen Freedom Sounds Festival in Köln auf.
Im Jahr 2023 wurde die neue Single Punk and Ska's Not Dead über verschiedene Streaming-Dienste veröffentlicht, und es finden unter anderem Auftritte in Redcar (UK), Oxted (UK) und Brighton (UK) statt.

## Diskografie
- 1979: Apache (Single, Cheapskate)
- 1980: Telstar (Single, Cheapskate)
- 1981: Skas on 45 (Single, Penthouse Records Limited)
- 1981: Yes Yes Yes (Single, Cheapskate)
- 1982: We Gotta Get Out of This Place (Single, Cheapskate)
- 2000: Ska'd for Life (Album, Captain Mod)
- 2006: Ska'd for Life (Album, Captain Oi! Records)